# Медова пастка
Медова пастка (англ. Honey trap ), також горщик з медом (англ. honey pot ) - практика спецслужб, пов'язана з використанням романтичних або сексуальних стосунків у політичних цілях, включаючи шпигунство. Полягає у встановленні міжособистісного контакту, найчастіше сексуального характеру, з людиною, яка цікавить спецслужби як джерело інформації чи агент політичного впливу. Як приманка можуть використовуватися як жінки, так і чоловіки.

## Шпигунство
Медові пастки широко використовуються у шпигунстві.

### СРСР
За словами колишнього офіцера ЦРУ Джейсона Метьюза, в СРСР жінок-агенток готували у спецшколі в Казані. Ця школа була зображена в романі Метьюза «Червоний горобець». У 2018 році за ним було знято однойменний фільм.
Під час холодної війни КДБ СРСР використовував агенток, яких західна преса називала «можна дівчата» (англ. Mozhno-girls) або «можнос» (англ. Mozhnos) для вербування іноземців, спокушаючи їх доступним сексом. Як приманку КДБ використовував жінок видатної зовнішності із акторок, моделей та інших професій, які пред'являли високі вимоги до зовнішнього вигляду. На жаргоні чекістів такі жінки називалися «ластівками». Однією з найуспішніших «ластівок» була акторка Лариса Кронберг, за допомогою якої в 1958 році КДБ завербував посла Франції в СРСР Моріса Дежана.
Сер Джеффрі та Галя
Сер Джеффрі Гаррісон, посол Великобританії в Москві, став об'єктом спроби шантажу КДБ у 1968 році. КДБ підіслав до дипломатичної місії покоївку Галю. Сер Джеффрі потрапив у медову пастку, і Галя сказала йому, що були зроблені фотографії і що його викриють, якщо він не піде на співпрацю з КДБ. Вибухнув скандал, проте сер Джеффрі не був покараний і незабаром вийшов на пенсію 
Злам посольства Швеції
Радянський перебіжчик Юрій Носенко докладно описав використання медової пастки в операції із проникнення до шведського посольства у Москві. В операції брала участь група з 12 осіб, що включала зламників сейфів та інших експертів зі злому. За словами Носенка, агентка КДБ заманила нічного сторожа посольства, а інший агент відвернув сторожового собаку, нагодувавши його м'ясом.

### Чехословаччина
За даними ветерана ЦРУ Йонна Мендес, чехословацькі агенти КДБ Карл Кехер та Хана Кехер використали секс для проникнення в ЦРУ та збору надсекретної інформації. Пара працювала у популярному вашингтонському «клубі свінгерів», в якому було помічено не менше 10 співробітників ЦРУ та один сенатор США.

### НДР
Розвідка Східної Німеччини під керівництвом Маркуса Вольфа широко використовувала «ластівок». Близько 40 жінок було притягнуто до відповідальності за шпигунство у Федеративній Республіці Німеччина.

### ФРН
За допомогою медової пастки західнонімецькою спецслужбою BND був завербований офіцер КДБ СРСР Леонід Кутергін, який виявився гомосексуалом.

### Китай (КНР)
У 2009 році британська MI5 розповсюдила серед сотень британських банків, підприємств та фінансових установ 14-сторінковий документ під назвою «Загроза китайського шпигунства». У ньому описувалися широкомасштабні спроби Китаю шантажувати західних бізнесменів сексуальними стосунками. У документі прямо попереджається, що китайські спецслужби намагаються розвивати «довгострокові відносини» і, як відомо, «використовують такі вразливі місця, як сексуальні стосунки, щоб змусити людей співпрацювати з ними».

### США
У 1953 році співробітник ЦРУ Джордж Вільямс Кайзвальтер задіяв Гретхен Ріцлер як «медову пастки» для вербування в Югославії радянського розвідника Петра Попова. Під виглядом австрійської комуністки Гретхен Ріцлер познайомилася з Поповим і незабаром спокусила і завербувала його. В 1954 Попов погодився співпрацювати з ЦРУ за гроші.